# Simultankirche

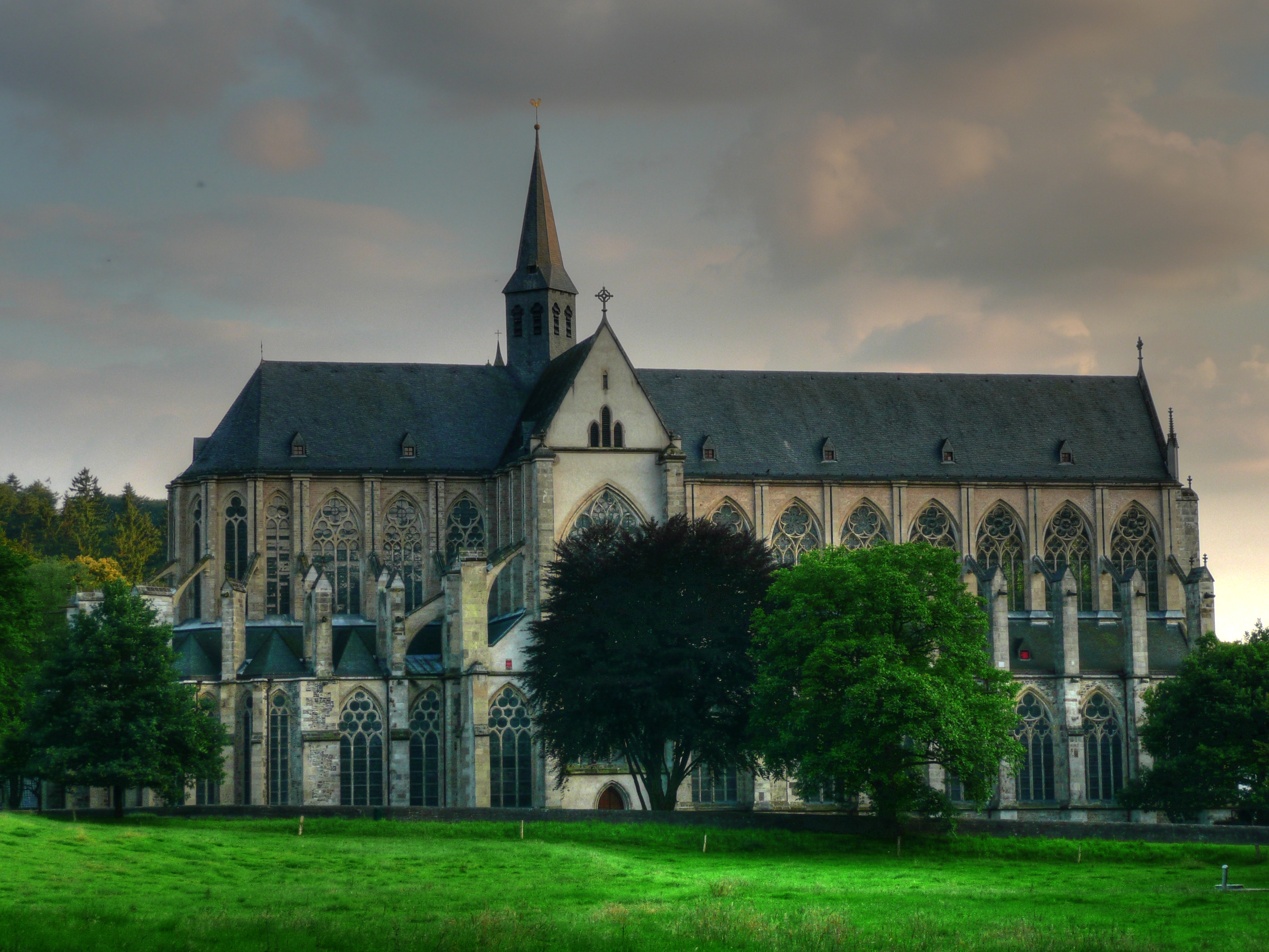
Der Altenberger Dom, eine der größten Simultankirchen Deutschlands

Simultankirche, auch Simultaneum oder paritätische Kirche, bezeichnet einen von mehreren christlichen Konfessionen in konfessioneller Parität gemeinsam genutzten Sakralbau.

## Nutzung

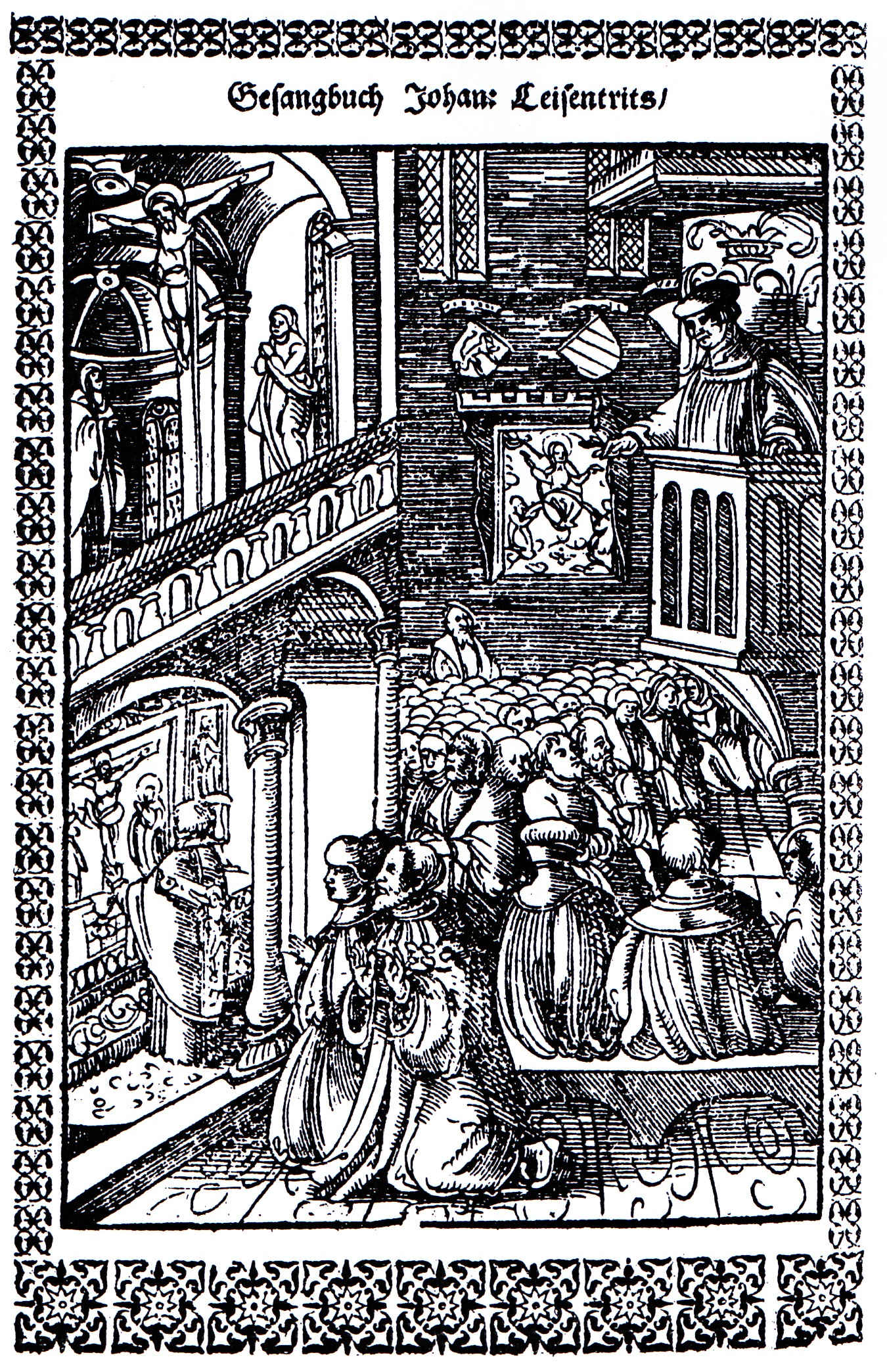
Zeitgenössische Darstellung (1567) der Simultankirche St. Petri in Bautzen aus dem katholischen Gesangbuch von Johann Leisentrit

Die Gottesdienste finden im Allgemeinen getrennt statt, ein gemischter Gottesdienst wird allenfalls ausnahmsweise praktiziert. In kleinerem Rahmen werden beispielsweise Krankenhauskapellen oft derart genutzt.
Davon verschieden sind die neu errichteten Simultansituationen, in denen ein großer Teil des Gottesdienstes gemeinsam durchgeführt wird und die deshalb ökumenisch heißen. Ein Beispiel für eine solche Kirche ist die Ökumenische Kirche Halden in St. Gallen. Die moderne Form der Simultankirche ist ein Ökumenisches Zentrum.

## Geschichte
Die erste Simultankirche während und nach der Reformation war vermutlich die Kirche St. Petri zu Bautzen. Hier wurde bereits 1524 das Kirchenhaus geteilt, das Langhaus, die Sakristei sowie die Orgelempore waren seitdem evangelisch, der Chor und die erste Empore wurden von den römisch-katholischen Gläubigen benutzt.
Im Herrschaftsgebiet des Pfalzgrafen Christian August von Sulzbach in der nördlichen Oberpfalz sind 49 Simultankirchen ab 1652 dokumentiert. Das Simultaneum endete erst Anfang des 20. Jahrhunderts, in neun Kirchen besteht es bis heute.
In der Kurpfalz wurde am 29. Oktober 1698 von der Obrigkeit das Simultaneum eingeführt. Die Reformierten mussten ihre Kirchen für den katholischen Gottesdienst öffnen, die Katholiken behielten jedoch ihre Kirchen allein. Insgesamt erlangten die Katholiken ein Mitbenutzungsrecht von 240 Kirchen. In vielen Orten zahlte die größere Konfession um 1900 einen Geldbetrag an die kleinere, damit sich diese damit eine eigene Kirche oder Kapelle bauen konnte. Durch Erlass vom 29. März 1707 wurde das Simultaneum in der Kurpfalz im Zuge der pfälzischen Kirchenteilung wieder aufgehoben.
Recht häufig waren Simultan- bzw. paritätische Kirchen in der Schweiz, insbesondere im Toggenburg, in Glarus und in den von katholischen und reformierten Orten gemeinsam verwalteten Untertanengebieten, speziell im Thurgau, wo es von den früher zahlreichen paritätischen Kirchen einige bis heute gibt (z. B. die Paritätische Kirche Ermatingen).

## Simultankirchen heute

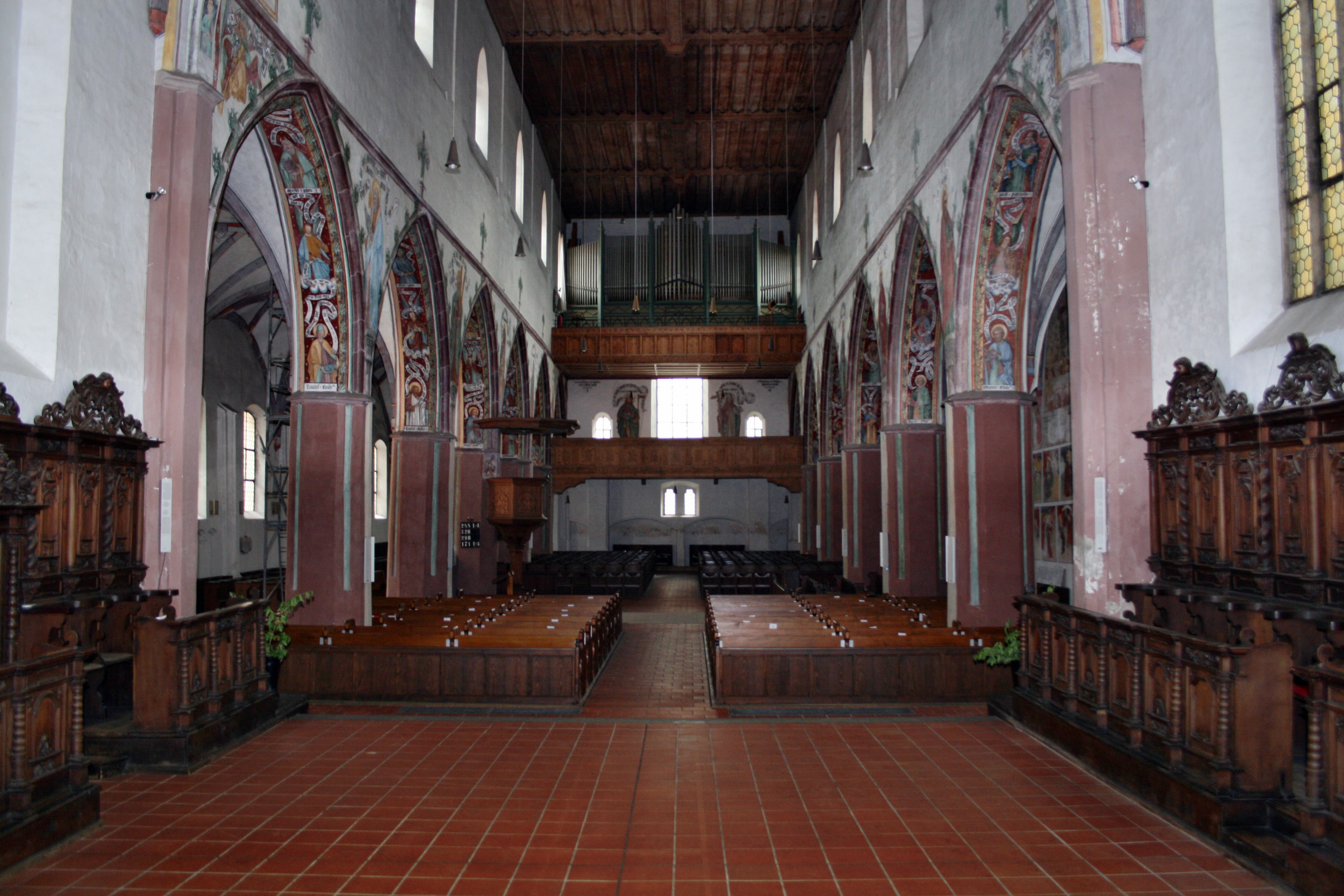
Die Kirche Unser Frauen zu Memmingen. Die Orgelempore sowie das Langhaus waren evangelisch, die erste Empore sowie der Chor römisch-katholisch.

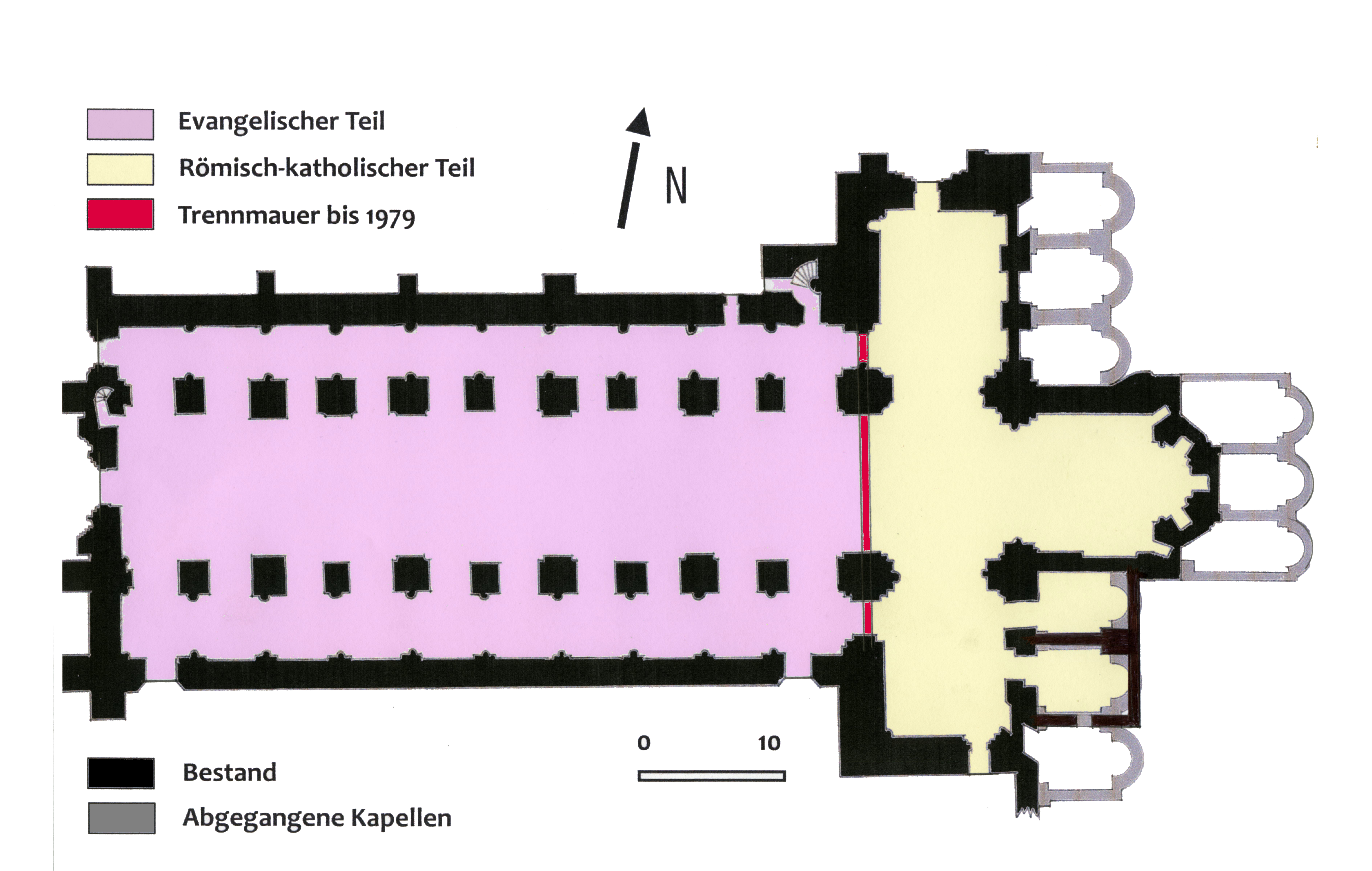
Abteikirche Otterberg mit räumlich getrenntem evangelischen und römisch-katholischen Teil, aber gemeinsamen Altar

Die 64 Simultankirchen in Deutschland verteilen sich auf neun Bundesländer bzw. zwölf Landeskirchen oder 18 Bistümer. Die meisten Simultankirchen gibt es mit 29 in Rheinland-Pfalz (entspricht 45 % aller Simultankirchen in Deutschland), gefolgt von Bayern mit 19 Kirchen (30 %). Baden-Württemberg und Niedersachsen haben je vier Simultankirchen. In Nordrhein-Westfalen gibt es drei, in Hessen und in Sachsen-Anhalt jeweils zwei sowie je eine im Saarland und in Sachsen.
Weitere Simultankirchen:
- etwa 50 Kirchen im Elsass
- mehrere Kirchen in den Kantonen Thurgau (z. B. Basadingen, Ermatingen, Güttingen, Leutmerken, Pfyn, Sommeri, Uesslingen) und St. Gallen (z. B. Mogelsberg, Oberhelfenschwil, Thal) sowie vereinzelt in Graubünden (Araschgen)
- Geburtskirche in Bethlehem
- Grabeskirche in Jerusalem

## Ehemalige Simultankirchen
In der Schweiz, vor allem im Kanton Thurgau, wurden im Lauf des 20. Jahrhunderts zahlreiche paritätische Kirchen aufgelöst, entweder indem eine der beiden Gemeinden (meistens die römisch-katholische) für sich eine neue Kirche baute oder indem die alte abgebrochen wurde und beide jeweils eine neue bauten, z. B.:
- Margaretenkirche Gebenstorf in Gebenstorf
- Kirche St. Dionysius Willisdorf (1543–1967)
- Stadtkirche Glarus (Vorgängerbau seit der Reformation, heutiger Bau 1866–1964)
- Paritätische Kirche in Birmenstorf (Aargau)

Weitere ehemalige paritätische Kirchen befinden sich im Thurgau etwa in Aadorf, Berg, Diessenhofen, Hüttwilen, Mammern, Wängi, Weinfelden, im Kanton St. Gallen etwa in St. Peterzell und Nesslau-Krummenau.
Frühere Simultankirchen in Deutschland finden sich auf der Liste der Simultankirchen in Deutschland.
Die Kirche Rechlin in Mecklenburg (erbaut 1816–1832) wurde von 1934 bis 1945 als Militärkirche der Erprobungsstelle der Luftwaffe simultan genutzt. Die katholischen Gottesdienste hielt bis zu seiner Verhaftung Bernhard Schwentner.

## Sonderfall
Ein Sonderfall sind die aneinander gebaute Basilika St. Vitus und die Evangelische Stadtkirche Ellwangen, die seit 1997 durch eine wieder geöffnete Tür, die Ökumenische Pforte, baulich verbunden sind.